# Albert von Böhme
Albert von Böhme, auch Arnim von Böhme, (31. März 1804 in Dresden – 6. Juli 1886 ebenda) war ein deutscher Opernsänger (Tenor), Gesangspädagoge und Hofschauspieler.

## Leben
Böhme erhielt seine Ausbildung im Singchor des Dresdner Hoftheaters. Von 1822 bis 1870 war er dort als Tenorbuffo engagiert. Während Richard Wagners Zeit an der Dresdner Hofoper (1844–1848) war er dessen Kapellmeister. Er hat sich neben Sängern wie Wilhelmine Schröder-Devrient, Joseph Tichatschek, Anton Mitterwurzer wirkungsvoll behauptet. Zudem arbeitete er als Gesangspädagoge. Er starb als Hofschauspieler a. D. im Stadtkrankenhaus in Dresden 1886.

## Schüler (Auswahl)
- Wilhelm Dörwald